# Durazno (miasto)

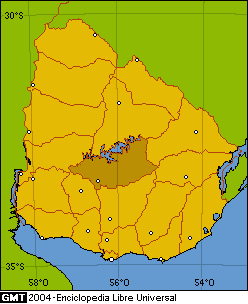
Położenie miasta Durazno.

Durazno − miasto w Urugwaju leżące nad rzeką Yí, dopływem Río Negro. Miasto jest stolicą departamentu Durazno, a zamieszkuje je około 35 tys. ludzi.
Miasto założono w roku 1821, a jego początkowa nazwa brzmiała Villa San Pedro del Durazno. W mieście znajduje się port lotniczy Durazno-Santa Bernardina.
Durazno jest siedzibą klubu piłkarskiego Durazno.